# Leonidowo (obwód kurski)
Leonidowo (ros. Леонидово) – wieś (ros. деревня, trb. dieriewnia) w zachodniej Rosji, w sielsowiecie nowoiwanowskim rejonu sudżańskiego w obwodzie kurskim.

## Geografia
Miejscowość położona jest nad rzeką Struga (dorzecze rzeki Małaja Łoknia), 10 km od granicy z Ukrainą, 2,5 km od centrum administracyjnego sielsowietu nowoiwanowskiego (Nowoiwanowka), 17 km od centrum administracyjnego rejonu (Sudża), 86 km od Kurska.
W granicach miejscowości znajduje się 49 posesji.

## Demografia
W 2010 r. miejscowość zamieszkiwało 56 osób.